# Mulyoharjo (Pemalang)
Mulyoharjo is een bestuurslaag in het regentschap Pemalang van de provincie Midden-Java, Indonesië. Mulyoharjo telt 22.117 inwoners (volkstelling 2010).